# Хобендза
Хобендза (пол. Chobędza) — село в Польщі, у гміні Ґолча Меховського повіту Малопольського воєводства.
Населення — 214 осіб (2011).
У 1975-1998 роках село належало до Краківського воєводства.

## Демографія
Демографічна структура станом на 31 березня 2011 року:
|          | Загалом | Допрацездатний вік | Працездатний вік | Постпрацездатний вік |
| -------- | ------- | ------------------ | ---------------- | -------------------- |
| Чоловіки | 104     | 14                 | 73               | 17                   |
| Жінки    | 110     | 22                 | 58               | 30                   |
| Разом    | 214     | 36                 | 131              | 47                   |